# Liste des députés de la préfecture de Nagano
Cette page liste les membres de la Chambre des représentants du Japon élus dans les circonscriptions de la préfecture de Nagano.

## 41elégislature(1996-2000)
Au cours de la 41e législature, les députés de la préfecture de Nagano furent les suivants :
| Circonscription | Député | Député               | Parti politique |
| --------------- | ------ | -------------------- | --------------- |
| 1re             |        | Kenji Kosaka         | Shinshintō      |
| 2e              |        | Jin Murai (ja)       | Shinshintō      |
| 3e              |        | Tsutomu Hata         | Shinshintō      |
| 4e              |        | Hajime Ogawa (ja)    | PLD             |
| 5e              |        | Sōhei Miyashita (ja) | PLD             |

## 42elégislature(2000-2003)
Au cours de la 42e législature, les députés de la préfecture de Nagano furent les suivants :
| Circonscription | Député | Député               | Parti politique |
| --------------- | ------ | -------------------- | --------------- |
| 1re             |        | Kenji Kosaka         | PLD             |
| 2e              |        | Jin Murai (ja)       | PLD             |
| 3e              |        | Tsutomu Hata         | PDJ             |
| 4e              |        | Shigeyuki Gotō       | PDJ             |
| 5e              |        | Sōhei Miyashita (ja) | PLD             |

## 43elégislature(2003-2005)
Au cours de la 43e législature, les députés de la préfecture de Nagano furent les suivants :
| Circonscription | Député | Député                | Parti politique |
| --------------- | ------ | --------------------- | --------------- |
| 1re             |        | Kenji Kosaka          | PLD             |
| 2e              |        | Mitsu Shimojō (ja)    | PDJ             |
| 3e              |        | Tsutomu Hata          | PDJ             |
| 4e              |        | Shigeyuki Gotō        | PLD             |
| 5e              |        | Ichirō Miyashita (ja) | PLD             |

## 44elégislature(2005-2009)
Au cours de la 44e législature, les députés de la préfecture de Nagano furent les suivants :
| Circonscription | Député | Député                | Parti politique |
| --------------- | ------ | --------------------- | --------------- |
| 1re             |        | Kenji Kosaka          | PLD             |
| 2e              |        | Mitsu Shimojō (ja)    | PDJ             |
| 3e              |        | Tsutomu Hata          | PDJ             |
| 4e              |        | Shigeyuki Gotō        | PLD             |
| 5e              |        | Ichirō Miyashita (ja) | PLD             |

## 45elégislature(2009-2012)
Au cours de la 45e législature, les députés de la préfecture de Nagano furent les suivants :
| Circonscription | Député | Député                 | Parti politique |
| --------------- | ------ | ---------------------- | --------------- |
| 1re             |        | Takashi Shinohara (ja) | PDJ             |
| 2e              |        | Mitsu Shimojō (ja)     | PDJ             |
| 3e              |        | Tsutomu Hata           | PDJ             |
| 4e              |        | Kōji Yazaki (ja)       | PDJ             |
| 5e              |        | Gaku Katō (ja)         | PDJ             |

## 46elégislature(2012-2014)
Au cours de la 46e législature, les députés de la préfecture de Nagano furent les suivants :
| Circonscription | Député | Député                   | Parti politique |
| --------------- | ------ | ------------------------ | --------------- |
| 1re             |        | Takashi Shinohara (ja)   | PDJ             |
| 2e              |        | Shunsuke Mutai (ja)      | PLD             |
| 3e              |        | Yoshiyuki Terashima (ja) | PDJ             |
| 4e              |        | Shigeyuki Gotō           | PLD             |
| 5e              |        | Ichirō Miyashita (ja)    | PLD             |

## 47elégislature(2014-2017)
Au cours de la 47e législature, les députés de la préfecture de Nagano furent les suivants :
| Circonscription | Député | Député                 | Parti politique |
| --------------- | ------ | ---------------------- | --------------- |
| 1re             |        | Takashi Shinohara (ja) | PDJ             |
| 2e              |        | Shunsuke Mutai (ja)    | PLD             |
| 3e              |        | Yōsei Ide (ja)         | Ishin           |
| 4e              |        | Shigeyuki Gotō         | PLD             |
| 5e              |        | Ichirō Miyashita (ja)  | PLD             |

## 48elégislature(2017-2021)
Au cours de la 48e législature, les députés de la préfecture de Nagano furent les suivants :
| Circonscription | Député | Député                 | Parti politique |
| --------------- | ------ | ---------------------- | --------------- |
| 1re             |        | Takashi Shinohara (ja) | SE              |
| 2e              |        | Mitsu Shimojō (ja)     | PE              |
| 3e              |        | Yōsei Ide (ja)         | PE              |
| 4e              |        | Shigeyuki Gotō         | PLD             |
| 5e              |        | Ichirō Miyashita (ja)  | PLD             |

## 49elégislature(2021-2024)
Au cours de la 49e législature, les députés de la préfecture de Nagano furent les suivants :
| Circonscription | Député | Député                 | Parti politique |
| --------------- | ------ | ---------------------- | --------------- |
| 1re             |        | Kenta Wakabayashi (ja) | PLD             |
| 2e              |        | Mitsu Shimojō (ja)     | PDC             |
| 3e              |        | Yōsei Ide (ja)         | PLD             |
| 4e              |        | Shigeyuki Gotō         | PLD             |
| 5e              |        | Ichirō Miyashita (ja)  | PLD             |

## 50elégislature(depuis 2024)
Au cours de la 50e législature, les députés de la préfecture de Nagano sont les suivants :
| Circonscription | Député | Député                 | Parti politique |
| --------------- | ------ | ---------------------- | --------------- |
| 1re             |        | Takashi Shinohara (ja) | PDC             |
| 2e              |        | Mitsu Shimojō (ja)     | PDC             |
| 3e              |        | Takeshi Kōzu (ja)      | PDC             |
| 4e              |        | Shigeyuki Gotō         | PLD             |
| 5e              |        | Ichirō Miyashita (ja)  | PLD             |